# ヴォルフガング・リュート
ヴォルフガング・リュート（Wolfgang Lüth、1913年10月15日‐1945年5月14日）は、第二次世界大戦で活躍したナチス・ドイツ海軍の軍人。海軍大佐。潜水艦Uボートのエース艦長。

## 経歴

### 初期の経歴
ロシア帝国リガ（Riga）にドイツ系実業家の息子として生まれる。同地のギムナジウムへ通い、アビトゥーアに合格したあと、ヘルダー大学で法学を学んだ。当初法律家を目指していたが、1933年4月に両親の賛成もあり、ドイツ海軍（Reichsmarine）に入隊することとなった。1933年4月から士官候補生となった。シュトラールズントのバルト海の常備艦部（Schiffsstammdivision）二課（II. Abteilung）で1933年6月まで基礎研修を積み、1933年6月から9月にかけては練習船「ゴルヒ・フォック（Gorch Fock）」で学んだ。1933年9月からは軽巡洋艦カールスルーエで訓練を受けた。さらにその後軽巡洋艦ケーニヒスベルクで訓練を受け、この間の1936年10月に正式に海軍少尉（Leutnant zur See）に任官した。1937年2月に潜水艦Uボートの部署に配属され、1938年6月に海軍中尉（Oberleutnant zur See）に昇進。 1938年7月からU-27、10月からハインリヒ・リーベ海軍大尉（彼も第二次世界大戦でエース艦長として活躍する）が艦長を務めるU-38で先任士官を務めた。

### 第二次世界大戦
第二次世界大戦開戦後の1939年12月30日にIIB型UボートU-9の艦長となった。フランス戦ではフランス潜水艦「ドリス」や16,669トンの敵商船を沈めた。1940年6月からIID型UボートU-138の艦長となった。U-138の初回の航海で4隻沈めて、撃沈総重量34,644トンとなった。二度目の航海でもノルウェー大型商船「Dagrun」とイギリス大型商船「Bonheur」、イギリスタンカー「British Glory」を続々と沈めた。 彼の活躍は軍の新聞「Wehrmachtbericht」でも報道された。1940年10月21日にはUボートIX型U-43の艦長となった。10月24日には騎士鉄十字章（Ritterkreuz des Eisernen Kreuzes）を受章する。U-43での5度の航海で12隻、64,852トンを沈めた。この間の1941年1月には海軍大尉（Kapitänleutnant）に昇進。1942年5月9日からIXD/2型UボートU-181の艦長となる。1942年9月にキール港から最初の航海に出て、インド洋から南アフリカ海域で戦った。1943年1月にボルドーに寄港するまでに12隻、58,381トンを沈めた。海上にあった1942年11月13日には 柏葉章（Eichenlaub）を受章している。1943年3月には二度目の航海をおこなった。再度インド洋から南アフリカ海域で戦った。この航海は1943年10月までの205日に及び、潜水艦の続航の世界最長記録となった（後にエイテル・フリードリヒ・ケントラットde:Eitel-Friedrich Kentrat艦長のU-196の記録225日に抜かれた）。この航海で10隻45,331トンを沈めた。航海中の1943年4月1日に海軍少佐（Korvettenkapitän）に昇進。また4月15日には剣章（Schwertern）、さらに8月9日にはダイヤモンド章（Brillanten）に受章した。帰港後に総統アドルフ・ヒトラーから直々に授与されている。またリュートは2人の乗組員を騎士鉄十字章に推している。ヒトラーと海軍総司令官カール・デーニッツはこれを認め、異例の乗組員の騎士鉄十字章授与も行われた。
しかし彼の航海はこれをもって終了した。英雄リュートが戦死することを恐れたヒトラーやデーニッツは彼を陸上勤務に移したのだった。リュートの航海数は15回、海の上で過ごした日数は600日以上、リュートが沈めた総重量は253,000トンに達する。これはオットー・クレッチマーに次ぐ戦績であった。海軍で騎士鉄十字章ダイヤモンド章を受章しているのは彼とU-967艦長アルブレヒト・ブランディ中佐の二人だけである。
1944年1月からゴーテンハーフェンで第22潜水隊群司令官に就任した。1944年7月からはフレンスブルクのムルヴィク海軍大学第一学部司令官となる。1944年8月に海軍中佐（Fregattenkapitän）に昇進。1944年9月1日に海軍大佐（Kapitän zur See）となり、ドイツ海軍大学司令官（Kommandeur der Marinekriegsschule ）となる。30歳の最年少の海軍大佐であった。デーニッツは彼を大変に重用しており、自分に万が一のことがあった時は彼を海軍総司令官にするよう指名していた。

### 最期
ドイツ降伏後の1945年5月14日、リュートはドイツ軍の歩哨に誤って撃たれて死亡した。英雄のあっけない最後となった。ナチスによる強制労働から解放された外国人労働者がドイツ軍の基地を襲撃するという噂が流れており、イギリス軍当局はドイツ側に警備を命じ、要所にはリュートの命令で歩哨が立てられていた。リュートはすべての歩哨に対し、定められていた合言葉に返答せず近寄る者には発砲するよう命じていた。リュートを射殺した兵士は、近寄る人影に対して合言葉で誰何したが返答が無いため警告射撃したところ、偶然リュートの頭部に命中したと証言しており、自殺だった可能性もある。アーデルビューで行われた葬儀ではカール・デーニッツ大統領が弔辞を読み、ナチス・ドイツで行われた最後の国葬となった。

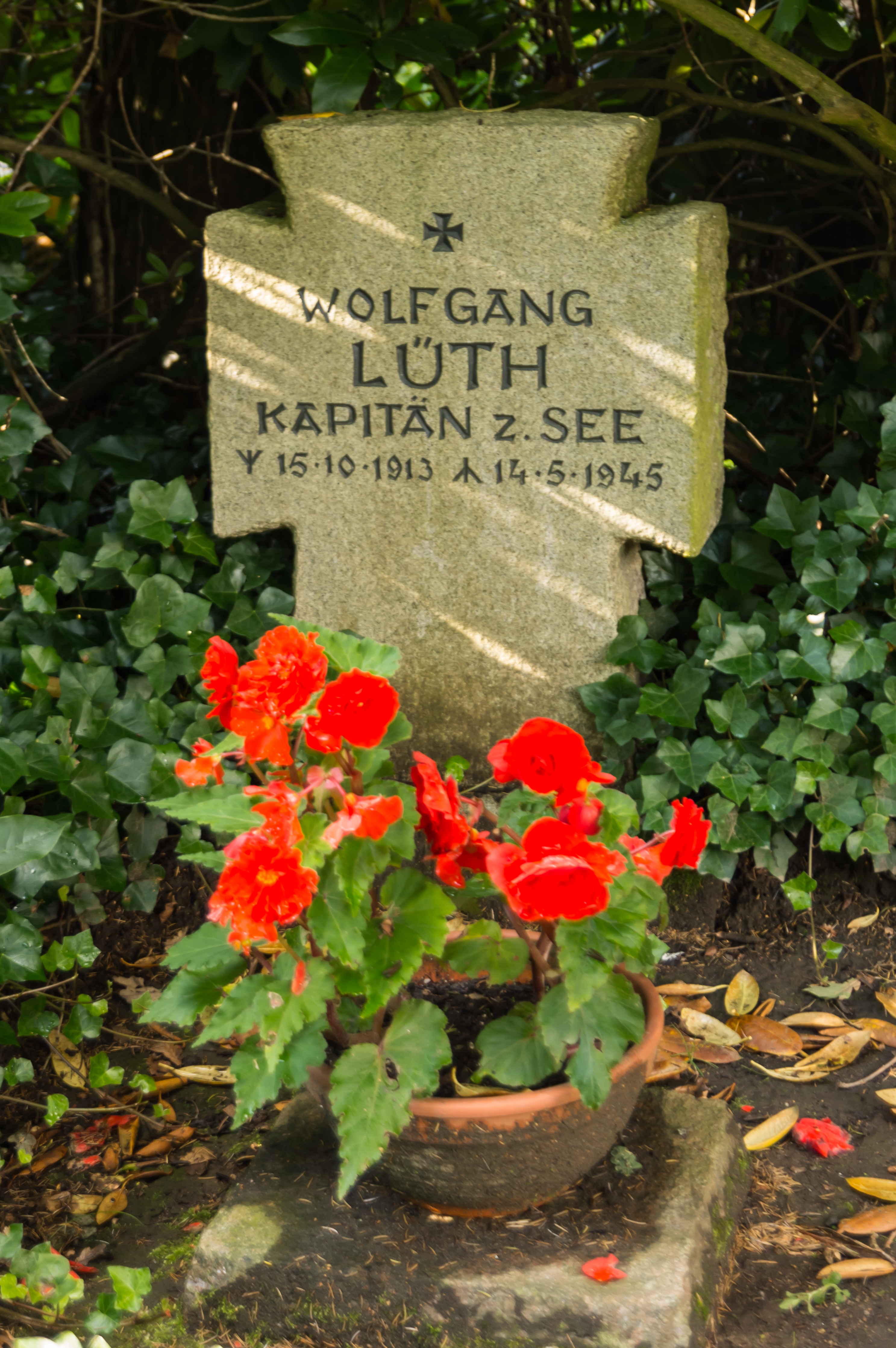
リュートの墓 場所:アデルビュー墓地